# Comuna Dimitrovgrad, Haskovo
Dimitrovgrad (în bulgară Димитровград) este o comună în regiunea Haskovo din Bulgaria.

## Demografie
Componența etnică a comunei Dimitrovgrad
     Romi (6,29%)
     Bulgari (84,75%)
     Turci (1,45%)
     Nicio identificare (7,18%)
     Altele (0,31%)
La recensământul din 2011, populația comunei Dimitrovgrad era de 53.557 locuitori. Din punct de vedere etnic, majoritatea locuitorilor (84,75%) erau bulgari, existând și minorități de romi (6,29%) și turci (1,45%). Pentru 7,18% din locuitori nu este cunoscută apartenența etnică.